# Sirisak Foofung
Sirisak Foofung (thailändisch ศิริศักดิ์ ฟูฟุ้ง; * 18. August 1990) ist ein thailändischer Fußballspieler.

## Karriere
Bis Mai 2015 spielte Sirisak Foofung beim Drittligisten Marines Eureka FC in Rayong. Der Verein spielte in der Region Central/East. Ab Mai 2015 nahm ihn Ligakonkurrent Rayong FC, ebenfalls in Rayong beheimatet, unter Vertrag. Mit dem Verein wurde er 2015 Meister der Central/East–Region und stieg somit in die Zweite Liga auf. 2019 wurde der Verein Tabellendritter und stieg in die Erste Liga auf. Am Ende der Saison 2020/21 musste er mit Rayong als Tabellenletzter in die zweite Liga absteigen. Nach dem Abstieg verließ er Rayong und wechselte zum ebenfalls aus der ersten Liga abgestiegenen Trat FC. Für den Verein aus Trat stand er dreimal in der zweiten Liga auf dem Spielfeld. Nach der Hinrunde wechselte er im Dezember 2021 zum Ligakonkurrenten Nakhon Pathom United FC. Für den Klub aus Nakhon Pathom bestritt er neun Zweitligaspiele. Nach der Saison wurde sein Vertrag nicht verlängert. Ende August 2022 verpflichtete ihn der Drittligist Pluakdaeng United FC. Mit dem Verein aus Rayong spielt er in der Eastern Region der Liga. Nach acht Ligaspielen wechselte er im Dezember 2022 nach Chanthaburi zum Ligarivalen Koh Kwang FC. Im Sommer 2023 unterschrieb er einen Vertrag beim ebenfalls in der Eastern Region spielenden Bankhai United FC. Hier bestritt er acht Ligaspiele. Nach der Hinrunde wurde sein Vertrag nicht verlängert.

## Erfolge
Rayong FC
- Regional League Division 2 – Central/East: 2015  ▲
- Thai League 2: 2019 (3. Platz)  ▲

## Sonstiges
Sirisak Foofung ist der Bruder von Kittisak Foofung.